# Derambila aetherialis
Derambila aetherialis là một loài bướm đêm trong họ Geometridae.